# Vespula structor
Vespula structor (лат.) — вид настоящих общественных ос (Vespidae).

## Распространение
Юго-Восточная Азия. Встречается в Бутане, Индии (Кашмир, Химачал-Прадеш, Уттар-Прадеш, Западная Бенгалия, Сикким, Ассам), Китае (Хэнань, Шэньси, Ганьсу, Нинся, Сычуань, Юньнань, Тибет), Лаосе, Мьянме и Непале. Данные коллекционных находок указывают на то, что V. structor встречается в горных районах на высоте 900—3700 м.

## Описание
Осы средних размеров. Этот вид можно определить по сочетанию следующих признаков: глазной синус жёлтый или коричневый с вентральной чёрной меткой; наличник жёлтый или коричневый без чёрной центральной метки; апикальные боковые углы наличника полукруглые; щека со сплошной жёлтой полосой, не прерванной чёрными метками; окуло-малярное пространство короткое; переднеспинка пунктированная и без бороздок; первый метасомальный тергит (T-I) жёлтый с длинными жёлтыми волосками и без срединной чёрной метки; тергиты T-II-V чёрные, угловато выпуклые медиально-поперечно; последний тергит почти полностью чёрный; проподеум гладкий с мелкой пунктировкой. Гениталии самца: ствол эдеагуса узкий, вершина ложковидная с направленным назад острым шипом с каждой стороны под апикальной ложковидной областью.
Рабочий имеет среднюю длину тела (измеренную от переднего края головы до конца второго метасомального тергита T-II) около 8,9 мм; длина переднего крыла около 9,3 мм; ширина метанотума (включая тегулу) около 3,4 мм. Голова интенсивно жёлтая или оранжевая; темя чёрное с двумя жёлтыми пятнами или узкими полосами сзади; висок чёрный или в основном чёрный; мезосома чёрная, кроме метанотума с двумя маленькими жёлтыми пятнами спереди; склоновая часть тергита T-I полностью чёрная или чёрная с оранжевым; горизонтальная часть полностью оранжевая; базальная часть тергитов T-II-V не более чем на 1/3 чёрная, угловато выпуклая медиально-поперечно, а апикальные 2/3 оранжевые; по одному мелкому пятну с каждой стороны T-II-V (иногда невидимому); тергит T-VI полностью чёрный. Цвет метасомального стернита бледнее, чем тергита, базально чёрный с двумя чёрными пятнами латерально, а терминальный стернит почти полностью оранжево-жёлтый.
Матка имеет среднюю длину тела около 13,4 мм; длина переднего крыла около 15,6 мм; ширина метанотума (включая тегулы) около 4,0 мм; заднее крыло около 10,0 мм длиной и около 2,0 мм шириной; темя коричневое или жёлтое с прямыми чёрными волосками; голова, мезосома и ноги в целом желтовато-коричневые с редкими чёрными отметинами; передний и задний края переднеспинки, тегулы, боковые углы мезоскутел и заднещитик красновато-жёлтые. Тергиты Т-I-IV чёрные в основании с неясной коричневой поперечной полосой субапикально и узкой желтовато-коричневой апикально, соответственно; субапикальная полоса тергитов Т-I и Т-II неравномерно расширяется латерально; тергиты Т-III и Т-IV угловато выдаются медиально; тергиты Т-V-VI полностью чёрные с конечной коричневой меткой.

## Гнёзда
Имеют подземные гнёзда. Исследования, проведённые в Китае (Ankang, Xunyangba, 33°18’N; 108°19’E; и Баоцзи, исток реки Цзялинцзян, 34°08’N 106°33’E) показали, что гнёзда Vespula structor располагаются под землёй во вторичном кустарнике на высоте около 1500 м. Гнездо соединено с поверхностью узким каналом длиной около 10 см. Оболочка гнезда коричневая и чешуйчатая с волнистыми параллельными линиями. Соты прикреплены друг к другу крупным листом в центре с множеством узких вспомогательных стеблей. Расстояние между сотами составляло около 4,5 мм. В гнёздах от 3 до 6 сот, в которых от 1100 до 3500 ячеек. Диаметр сот от 7 до 17 см.